# Världsmästerskapet i schack 1966
Världsmästerskapet i schack 1966 var en titelmatch mellan den regerande världsmästaren Tigran Petrosian och utmanaren Boris Spasskij. Den spelades i Moskva mellan den 9 april och den 9 juni 1966. Matchen spelades över 24 partier och slutade med att Petrosian behöll världsmästartiteln.
Det var den första VM-matchen sedan 1937 där Michail Botvinnik inte var en av deltagarna. Det fanns inga officiella ratinglistor 1966 men Spasskij sågs som knapp favorit och enligt Chessmetrics var Spasskij den starkaste spelaren vid den här tiden.
Petrosian visade sig vara bättre förberedd. 
Efter 22 partier stod det 12–10 till Petrosian och det var klart att han skulle behålla titeln. De två sista partierna spelades ändå, på Petrosians begäran, för att få en klar utgång.

## Kvalificering till titelmatchen
Kvalificeringen till titelmatchen skedde i flera steg, från zonturneringar till en interzonturnering till kandidatmatcher.

### Interzonturneringen
Interzonturneringen med 24 deltagare spelades i Amsterdam i maj och juni 1964. De sex första blev kvalificerade för kandidatmatcherna, men det fanns en regel att det fick vara högst tre spelare från varje nation.
Bobby Fischer var, som amerikansk mästare, kvalificerad för turneringen med avstod från att spela. Hade han ställt upp hade han tillhört favoriterna men han hade en period då han inte spelade på elitnivå utan ägnade sig åt simultanuppvisningar.
Fyra spelare delade segern på 17 poäng: Vasilij Smyslov, Bent Larsen, Boris Spasskij och Michail Tal. På femte och sjätte plats kom Leonid Stein och David Bronstein men eftersom de hade tre sovjetspelare framför sig gick de inte vidare.
De två sista platserna gick i stället till Borislav Ivkov och Lajos Portisch (som slog Samuel Reshevsky i ett särspel).
Utöver de sex ovan, var Michail Botvinnik (som förlorare i titelmatchen 1963) och Paul Keres (som tvåa i kandidatturneringen 1962) direktkvalificerade till kandidatmatcherna. Botvinnik avstod sin plats, dels på grund av missnöje med att FIDE tagit bort rätten till en returmatch för världsmästaren, dels för att han tyckte att det skulle ta för mycket tid från hans arbete med att utveckla en schackdator.
Platsen gick i stället till Jefim Geller som kommit trea i kandidatturneringen 1962.

### Kandidatmatcherna
Till skillnad från tidigare VM-cykler så spelades utslagsmatcher för kandidaterna i stället för en turnering där alla mötte alla. Ändringen berodde på det bråk som hade uppstått efter den förra kandidatturneringen där Fischer anklagade de sovjetiska deltagarna för att samarbeta.
Kandidatmatcherna spelades under 1965.
Kvartsfinalerna och semifinalerna spelades som bäst av tio partier, och finalen som bäst av tolv.
|  | Kvartsfinaler   | Kvartsfinaler |    |                | Semifinaler | Semifinaler |  |                | Final | Final |  |  |  |  |
|  |                 |               |    |                |             |             |  |                |       |       |  |  |  |  |
|  | Boris Spasskij  | 6             |    |                |             |             |  |                |       |       |  |  |  |  |
|  | Paul Keres      | 4             |    |                |             |             |  |                |       |       |  |  |  |  |
|  | Paul Keres      | 4             |    | Boris Spasskij | 5½          |             |  |                |       |       |  |  |  |  |
|  |                 |               |    | Boris Spasskij | 5½          |             |  |                |       |       |  |  |  |  |
|  |                 | Jefim Geller  | 2½ |                |             |             |  |                |       |       |  |  |  |  |
|  | Vasilij Smyslov | Jefim Geller  | 2½ | 2½             |             |             |  |                |       |       |  |  |  |  |
|  | Vasilij Smyslov |               |    | 2½             |             |             |  |                |       |       |  |  |  |  |
|  | Jefim Geller    | 5½            |    |                |             |             |  |                |       |       |  |  |  |  |
|  | Jefim Geller    | 5½            |    |                |             |             |  | Boris Spasskij | 7     |       |  |  |  |  |
|  |                 |               |    |                |             |             |  | Boris Spasskij | 7     |       |  |  |  |  |
|  |                 | Michail Tal   | 4  |                |             |             |  |                |       |       |  |  |  |  |
|  | Bent Larsen     | Michail Tal   | 4  | 5½             |             |             |  |                |       |       |  |  |  |  |
|  | Bent Larsen     |               |    | 5½             |             |             |  |                |       |       |  |  |  |  |
|  | Borislav Ivkov  | 2½            |    |                |             |             |  |                |       |       |  |  |  |  |
|  | Borislav Ivkov  | 2½            |    | Bent Larsen    | 4½          |             |  |                |       |       |  |  |  |  |
|  |                 |               |    | Bent Larsen    | 4½          |             |  |                |       |       |  |  |  |  |
|  |                 | Michail Tal   | 5½ |                |             |             |  |                |       |       |  |  |  |  |
|  | Lajos Portisch  | Michail Tal   | 5½ | 2½             |             |             |  |                |       |       |  |  |  |  |
|  | Lajos Portisch  |               |    | 2½             |             |             |  |                |       |       |  |  |  |  |
|  | Michail Tal     | 5½            |    |                |             |             |  |                |       |       |  |  |  |  |

Spasskij, som var den yngste deltagaren i kandidatmatcherna, kvalificerade sig för sin första VM-match.
Larsen och Geller spelade också en match om tredje plats som vanns av Larsen med 5–4.

## Regler
Titelmatchen spelades som bäst av 24 partier. Vid ett oavgjort resultat (12–12) behöll den regerande mästaren titeln. Dragserien var 40 drag på två och en halv timme, därefter en timme för 16 drag.

## Resultat
| Namn             | Parti | Parti | Parti | Parti | Parti | Parti | Parti | Parti | Parti | Parti | Parti | Parti | Parti | Parti | Parti | Parti | Parti | Parti | Parti | Parti | Parti | Parti | Parti | Parti | Poäng |
| Namn             | 1     | 2     | 3     | 4     | 5     | 6     | 7     | 8     | 9     | 10    | 11    | 12    | 13    | 14    | 15    | 16    | 17    | 18    | 19    | 20    | 21    | 22    | 23    | 24    | Poäng |
| ---------------- | ----- | ----- | ----- | ----- | ----- | ----- | ----- | ----- | ----- | ----- | ----- | ----- | ----- | ----- | ----- | ----- | ----- | ----- | ----- | ----- | ----- | ----- | ----- | ----- | ----- |
| Tigran Petrosian | ½     | ½     | ½     | ½     | ½     | ½     | 1     | ½     | ½     | 1     | ½     | ½     | 0     | ½     | ½     | ½     | ½     | ½     | 0     | 1     | ½     | 1     | 0     | ½     | 12½   |
| Boris Spasskij   | ½     | ½     | ½     | ½     | ½     | ½     | 0     | ½     | ½     | 0     | ½     | ½     | 1     | ½     | ½     | ½     | ½     | ½     | 1     | 0     | ½     | 0     | 1     | ½     | 11½   |